# رومان هونشارينكو
رومان هونشارينكو (بالأوكرانية: Гончаренко Роман Олександрович)‏ هو لاعب كرة قدم أوكراني، ولد في 16 نوفمبر 1993 في Potash ‏ في أوكرانيا. لعب مع FC Inhulets Petrove ‏.

## وصلات خارجية
- رومان هونشارينكو على موقع اتحاد أوكرانيا (الإنجليزية)
- رومان هونشارينكو على موقع قاعدة بيانات كرة القدم.إي يو (الإنجليزية)
- رومان هونشارينكو على موقع Soccerway.com (الإنجليزية)